# روبرتو جالينا
روبرتو جالينا (بالإيطالية: Roberto Gallina)‏ مواليد 4 يناير 1940 في لا سبيتسيا، هو متسابق دراجات نارية إيطالي. نافس في سباقات بطولة العالم لفئة 500 سي سي ولفئة 350 سي سي ولفئة 250 سي سي ولفئة 50 سي سي.

## روابط خارجية
- روبرتو جالينا على موقع MotoGP.com (الإنجليزية)